# 友忠路
友忠路（Youzhong Rd.）是臺灣嘉義市西南-東北向的主要道路之一。南接世賢路二段；北以友愛路為界，銜接松江一街。大致上與博愛路（台一線）平行（世賢路二段～興達路），可作為博愛路舒緩車流的替代道路。

## 沿經行政區域
- 西區

## 車道配置
- 全線：
  - 快車道：雙向四車道（全線禁行機慢車）
  - 慢車道：雙向二車道
  - 設置中央綠化安全島及快慢車道綠化分隔島

## 重要路口
(由南到北)
- 世賢路二段
- 中興路
- 高鐵大道
- 北港路、友愛路
- 中興路
- 自由路
- 友愛路

## 沿途設施
（由南到北）
- 嘉義市立玉山國民中學 （页面存档备份，存于）（1號）
- 中華郵政嘉義玉山郵局（页面存档备份，存于）（中興路672號）
- 友忠公園 （页面存档备份，存于）
- 台灣土地銀行嘉興分行（自由路28號）
- 嘉義市公車光林我嘉線自由友忠路口站
- 嘉義市西區博愛國民小學（友愛路822號）